# Agricultural Bank of China
Agricultural Bank of China Limited (ABC, forenklet kinesisk: 中国农业银行; traditionelt kinesisk: 中國農業銀行; pinyin: Zhōngguó Nóngyè Yínháng) (HKEX: 1288, SSE: 601288), også kendt som AgBank eller 农行 Nóngháng, er en statsejet kinesisk bankkoncern. Med aktiver for 2.123 mia. US $ (2012) var det den tredjestørste bank i Kina og verdens 13. største. Koncernen der er etableret i 1951 har hovedsæde i Dongcheng-distriktet i Beijing. Den har afdelinger i Kina, Hongkong, London, Tokyo, New York, Frankfurt am Main, Sydney, Seoul og Singapore. I 2011 var virksomhedens omsætning på 377,73 mia. CNY og i 2012 havde den 444.238 medarbejdere.
ABC har 320 mio. privatkunder, 2,7 mio. virksomhedskunder og omkring 24.000 afdelinger. ABC blev børsnoteret i midten af 2010, i hvad der var datidens største børsnotering.

## Historie
Efter etableringen af Folket Repuplik Kina i 1949, har ABC været formet og afskaffet flere gange. I 1951 fusionerede de to kinesiske banker Farmers Bank of China og Cooperation Bank, for at blive til Agricultural Cooperation Bank, som ABC betragter som sin forfader. Til trods for dette blev banken fusioneret med Kinas Folkebank, den kinesiske centralbank i 1952. Den første bank med navnet Agricultural Bank of China blev etableret i 1955, men blev fusioneret med centralbanken i 1957. I 1963 etablerede det kinesiske styre en anden agricultural bank, som også to år senere blev fusioneret med centralbanken. Den nuværende Agricultural Bank of China er etableret i februar 1979. Den er senere blevet restruktureret som et holdingselskab ved navn Agricultural Bank of China Limited. I juli 2010 blev banken børsnoteret på Shanghai Stock Exchange og Hong Kong Stock Exchange.
I april 2007 blev ABC udsat for det største bank-underslæb i kinesisk historie. Det skete da to afdelingsledere i Handan-afdelingen i Hebei-provinsen begik underslæb for 7,5 mio. US $.